# Masatoshi Matsuda
Masatoshi Matsuda (松田 正俊 Matsuda Masatoshi?), född 4 september 1980 i Chiba prefektur, är en japansk före detta fotbollsspelare.
Matsuda började sin karriär 1999 i FC Tokyo. Efter FC Tokyo spelade han för Yokohama FC, Ventforet Kofu, Montedio Yamagata, Kyoto Purple Sanga, Blaublitz Akita (TDK) och Tochigi SC. Han avslutade karriären 2013.